# Roman Heer
Roman Heer (* 5. Februar 1761 in Klingnau; ✝︎ 29. Januar 1804 in Basel) war ein Schweizer römisch-katholischer Geistlicher.

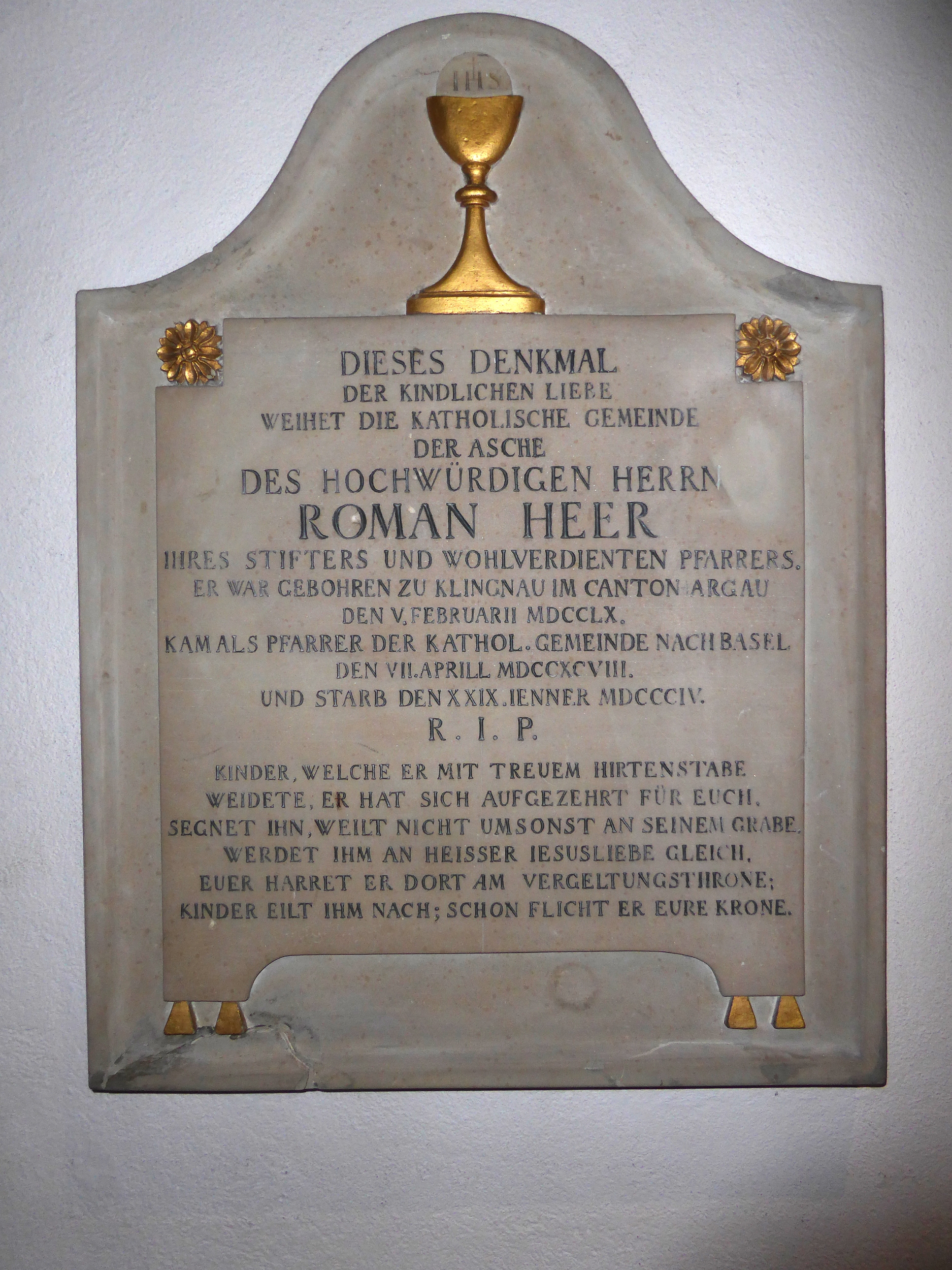
Epitaph, St. Clara

## Leben und Werk
Roman Heer war ein Sohn des Ratsherrn Joseph Heer und der Maria Dorothea Sophia, geborene Zurlauben. Heer studierte Theologie am Seminar in Pruntrut und wirkte ab 1786 als Kaplan am St. Ursenstift in Solothurn. Heer erwarb sich kirchenmusikalische Kenntnisse und stand mit Beat Fidel Zurlauben, einem Cousin seiner Mutter, in brieflichem Kontakt.
Heer war zudem Feldprediger der Solothurner Truppen und ab 1798 erster katholischer Pfarrer nach der Reformation in der Kirche St. Clara in Basel. 1800 gründete er zudem eine katholische Schule. Seine Predigten wurden verschiedentlich gedruckt und verlegt. Roman Heer wurde als loyaler, toleranter und gütiger Mensch beschrieben.